# Fáy Dávid Alajos
Fáji Fáy Dávid Alajos (Fáj, 1721. február 22. – Lisszabon, 1767. január 12.) jezsuita rendi pap, tanár, költő.

## Élete
Fáy Gábor alispán, királyi tanácsos és Diószeghy Zsuzsa fia volt. 1736-ban a református hitről a katolikus vallásra áttért és 1740-ben Nagyszombatban a bölcseletet hallgatta; Bécsben a jezsuita-rendbe lépett, hol a három próbaévet eltöltötte, mire tanár lett Nagyszombatban; 1753-ban mint hittérítő Dél-Amerikában, különösen Quitóban működött, honnan hét évi működése után a portugál kormány visszahívta; azzal vádolták, hogy az amajanos indiánokkal a kormány tudta nélkül egyezményt kötött; ezért Pombalban börtönbüntetést szenvedett; hét év múlva visszanyerte szabadságát és kevéssel azután Lisszabonban meghalt.

## Munkái
- Regia Serenissimi Archiducis Josephi indoles, felicitatis futurae prodromae. Tyrnaviae, 1845 (költemény)
- Apologia P. Benedicti de Fonseca pro societate Jesu… (Fonseca Benoit Retratodos Jesuitas c. portugál munkájának fordítása)

A Magyar Állam (1890. 260. és köv. sz.) Lisboából és Amerikából 1758-ban írt magyar leveleit közli.